# Impatiens beccarii
Impatiens beccarii är en balsaminväxtart som beskrevs av Joseph Dalton Hooker och Stephen Troyte Dunn. Impatiens beccarii ingår i släktet balsaminer, och familjen balsaminväxter. Inga underarter finns listade i Catalogue of Life.